# Беннетов ворон
Беннетов ворон (лат. Corvus bennetti) — австралийский вид воронов, по внешнему виду очень похож на австралийского ворона (Corvus orru) тем, что обладает белыми перьями у основания шеи и головы (они видны только при сильном ветре, когда он ерошит оперение), однако размером он немного меньше (42—48 см в длину и весом от 330 до 485 г) и его клюв также пропорционально меньше. У него такая же белая радужка глаза, которая отличает австралийские виды от всех других видов воронов, за исключением нескольких островных видов к северу от Австралии. Также как и у австралийского, у беннетова ворона вокруг зрачка есть кольцо голубого цвета, а иногда и на внешнем краю белой радужки.

## Распространение
Среда обитания беннетова ворона — западная и центральная Австралия, они населяют очень сухие районы вблизи пустынь. Они нередко встречаются в маленьких городах и посевных районах, их стаи напоминают людям стаи Европейских грачей.

## Питание
Рацион беннетова ворона в основном составляет то, что он находит на земле — насекомые, злаковые и других семена. Он гораздо меньше питается отбросами или падалью, в отличие от остальных австралийских разновидностей воронов.

## Гнездование
Обычно вороны гнездятся небольшими, свободными колониями и строят гнезда из палочек, чередующихся с рядами грязи (только австралийские виды делают это таким образом).

## Карканье
Звук, издаваемый вороном, похож на типичное для ворон «ках-ках-ках».